# Luumäki
Luumäki este o comună din Finlanda.